# ملعب مؤسسة المياه والصرف
ملعب مؤسسة المياه والصرف أو ملعب أوبراس سانيتارياس (بالإسبانية: Estadio Obras Sanitarias) هو ملعب كرة سلة متواجد في العاصمة الأرجنتينية بوينوس آيريس دشن في يونيو 1978. هو الملعب الرئيسي للنادي الرياضي لمؤسسة المياه والصرف الوطنية بالأرجنتين.
تبلغ طاقته الاستيعابية 3100 مقعدا في المباريات الرياضية و4700 في العروض الموسيقية. هذه الوظيفة الأخيرة هي التي تفسر أهمية هذا الفضاء الذي يعتبر معلمة مرجعية للروك الأرجنتيني: تاريخيا، يعتبر ملء الملعب عن آخره من طرف فرقة روك أرجنتينية دليلا على بلوغها مكانة مرموقة في الساحة الفنية.
بين 2006 و2012، حمل الملعب تسمية «ملعب بيبسي ميوزيك» في إطار حملة دعائية لفائدة شركة بيبسي.